# OTO Melara SpA
 (juillet 2008).
Si vous disposez d'ouvrages ou d'articles de référence ou si vous connaissez des sites web de qualité traitant du thème abordé ici, merci de compléter l'article en donnant les références utiles à sa vérifiabilité et en les liant à la section « Notes et références ».
OTO Melara était une entreprise italienne spécialisée dans la défense et l'armement avec des usines à Brescia et à La Spezia, filiale de la société italienne Leonardo-Finmeccanica. Elle possédait deux filiales de production à l'étranger : OTO Melara Iberica, en Espagne et OTO Melara do Brasil, au Brésil.
La société a été absorbée par Finmeccanica en 2015 qui est devenue Leonardo le 1er janvier 2017.

## Historique
La société a été créée en 1905 sous le nom Vickers Terni, issue de la fusion entre les sociétés "Acciaierie di Terni" et Vickers. Elle débuta la fabrication d'armes avec l'avènement de la Première Guerre mondiale en fabriquant surtout des armes de 40 mm et de plus gros calibre. 
En 1929, elle est renommée Odero-Terni-Orlando qui sera ensuite repris sous la forme OTO et, sous cette marque, a fabriqué pendant la Seconde Guerre mondiale essentiellement des canons de gros et très gros calibres pour équiper les navires de guerre. Après 1945, la firme se reconvertit dans des productions civiles, ex : les tracteurs agricoles. À partir de 1953, la société prend la dénomination qu'on lui connaît actuellement, OTO Melara, du nom du quartier de La Spezia où est installé son principal site de fabrication.
Durant cette période et avant que l'Italie n'entre dans l'OTAN, les fabrications de l'entreprise ont été élargies vers une nouvelle gamme de produits civils comme les tracteurs agricoles et des châssis, avant de reprendre très rapidement la production d'armes dès que cela fut possible. Durant la guerre, les deux produits de plus grand succès furent les obusiers de montagne 105/14, qui ont équipé de nombreuses armées de l'OTAN, et le canon naval Otobreda 76 mm, adopté par 53 marines du monde et monté sur plus de 1 000 navires de guerre.
En 2015, le groupe italien Finmeccanica l’absorbe pour en faire une partie du consortium Fiat-Iveco-OTO Melara pour les fournitures de matériel roulant aux armées du monde. Finmeccanica change de nom en 2017 et devient Leonardo.
En 2021, Leonardo cherche à vendre cette filiale et Wass, fabricant de torpilles. Mais à la suite de la guerre en Ukraine, les discussions sont suspendues en mars 2022. 

## Produits
Parmi les nombreuses spécialités construites, on peut citer :
- Char Ariete - char d'assaut ;
- OF-40 - char d'assaut ;
- Dardo (VCI) (IFV) - véhicule d'assaut d'infanterie ;
- Centauro B1 - véhicule d'assaut blindé, chasseur de chars ;
- Puma (VTT) 4x4 et 6x6 - engin blindé de transport de troupes ;
- Selenia Aspide - système de missiles terre-air ;
- 105/14mm - obusier ;
- Sidam 25 - canon autopropulsé - défense antiaérienne ;
- Otobreda 76 mm - canon naval ;
- Otomatic - char de défense antiaérienne ;
- Otobreda 127/54 - canon naval ;
- OTO Melara Modèle 56
- canons navals de petit calibre 40, 30, 25 et 12,7 mm ;
- canons antichars en tourelle de 120 et 105 mm ; comme sur le véhicule d'exploration de cavalerie;
- canons en tourelle sur véhicules de 60, 30 et 25 mm ;
- mitrailleuses en tourelle sur véhicules de 12,7 et 7,62 mm.

De plus, OTO Melara a participé à la fabrication des équipements militaires suivants :
- M61 Vulcan - canon Gatling pour avions installé, entre autres, sur le Hawker Siddeley Harrier ;
- Mauser BK-27 - canon installé sur les Eurofighter Typhoon ;
- PzH 2000 - canon automoteur de 155 mm.

## Source
- (it) Cet article est partiellement ou en totalité issu de l’article de Wikipédia en italien intitulé « OTO Melara » (voir la liste des auteurs).